# Hamataliwa penicillata
Hamataliwa penicillata är en spindelart som beskrevs av Cândido Firmino de Mello-Leitão 1948. 
Hamataliwa penicillata ingår i släktet Hamataliwa och familjen lospindlar. Artens utbredningsområde är Guyana. Inga underarter finns listade i Catalogue of Life.